# Birgu

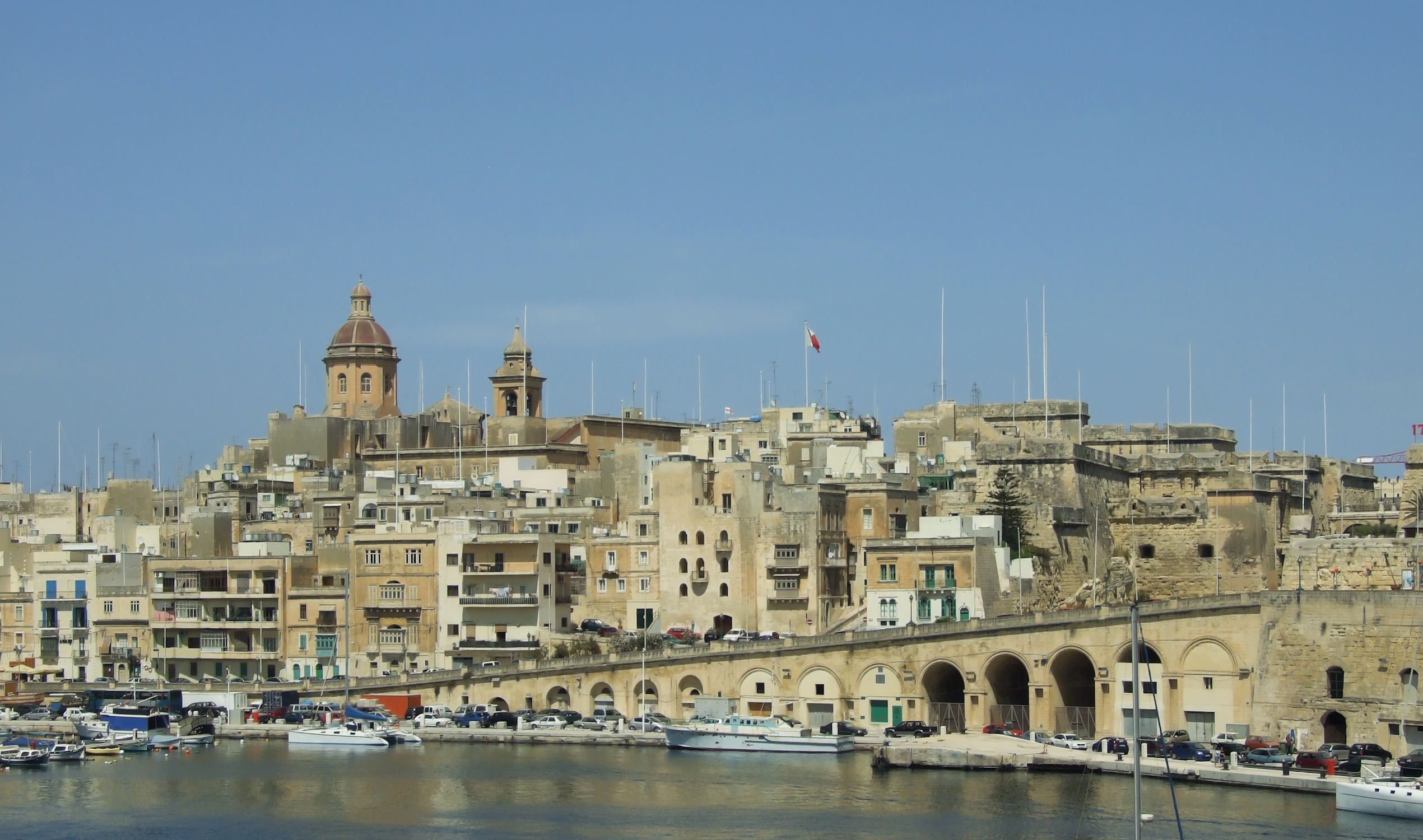
Vista de Vittoriosa (Birgu) uma das chamadas "Três cidades" em Malta. A cúpula e o campanário da Igreja da Anunciação podem ser vistos.

Birgu também conhecida pelo seu título Città Vittoriosa ("Cidade Vitoriosa"), é uma antiga cidade fortificada no lado sul do Grande Porto, na Região Sudeste de Malta. A cidade ocupa um promontório de terra com o Forte Santo Ângelo em sua cabeça e a cidade de Cospicua em sua base. Birgu está idealmente situado para ancoradouro seguro, e ao longo do tempo desenvolveu uma longa história com atividades marítimas, mercantis e militares.
Birgu é uma localidade muito antiga com suas origens que remontam aos tempos medievais. Antes do estabelecimento de Valeta como capital e principal cidade de Malta, as potências militares que queriam governar as ilhas maltesas precisariam obter o controle de Birgu devido à sua posição significativa no Grande Porto. Na verdade, serviu como base da Ordem de São João e capital de fato de Malta de 1530 a 1571. Birgu é bem conhecida por seu papel vital no Grande Cerco de Malta de 1565.
No início do século 20, Birgu tinha uma população de mais de 6 000 pessoas. Com o passar dos anos, isso diminuiu, e a população era de 2 629 em março de 2014. A população local fala o dialeto Cottonera, que é, no entanto, mais limitado em Birgu.